# Jufureh
Jufureh – wieś w Gambii w dywizji North Bank na północnym brzegu rzeki Gambia, ok. 373 mieszkańców (stan z 2006 roku). Miejscowość była jedną z pierwszych europejskich kolonii na terenach obecnej Gambii. W XVII wieku istniał tu Fort Jillifree – jeden z punktów przerzutu niewolników z tej części świata. W drugiej połowie XVII wieku fort ten wraz z położoną niedaleko Wyspą James należał przez kilka lat do Księstwa Kurlandii (lenna Rzeczypospolitej), po czym przypadł w udziale Brytyjczykom. Do naszych czasów dotrwało niewiele zabytków, jednak miejscowość znowu stała się znana w latach 70. XX wieku za sprawą powieści Roots (polskie tłumaczenie: „Korzenie”) amerykańskiego czarnoskórego pisarza Alexa Haleysa, opowiadającej historię jednego z przodków autora, który miałby zostać tu złapany i wywieziony jako niewolnik do Ameryki. Obecnie w Jufureh działa niewielkie muzeum poświęcone historii niewolnictwa na terenach Gambii.